# 艾蓋茲城堡
艾蓋茲城堡（法語：château d'Aiguèze）是艾蓋茲的一座城堡，位于法國加爾艾蓋茲。該城堡建於阿爾代什河頂部的一个懸崖上。
44°18′11″N 4°33′24″E / 44.30306°N 4.55667°E